# Abie Hajk
Abie Hajk lub Abi Bad lub Lac Abé – jezioro endoreiczne na granicy Etiopii i Dżibuti. Zajmuje powierzchnię średnio ok. 340 km², z czego 110 km² po stronie Dżibuti. Obszar pokryty wodami jeziora stale się jednak pomniejsza w wyniku występujących tam cyklicznych susz i intensywnej melioracji. To z kolei przyczynia się do powstania wokół zbiornika rozległych solnisk, mających miejscami 10 km szerokości i rozmieszczonych głównie u jego południowego i południowo-wschodniego brzegu, a ich łączna powierzchnia wynosi ok. 110 km². 
Abie Hajk położone jest w basenie endoreicznym, który w okresie pluwialnym plejstocenu, zajmowany był przez dużo większe jezioro. Głębokość maksymalna sięga 36 m. W ostatnich dziesięcioleciach poziom wody obniżył się o kilka metrów.
Jezioro leży w północno-wschodniej części Etiopii, ok. 380 km na północny wschód od Addis Abeby oraz w południowo-zachodniej części Dżibuti, ok. 135 km na zachód od stolicy tego państwa. Do zbiornika, w jego północno-zachodniej części, wpływa rzeka Auasz Uenz, która wraz ze swoimi dopływami odwadnia znaczny obszar wschodnich stoków Wyżyny Abisyńskiej. Od zachodu i południa może być także zasilane przez przecinające solniska wody płynące uedami. U północno-wschodniego brzegu Abie Hajk, na wysokość 1069 m n.p.m., wznosi się stożek wulkaniczny Dama Ali.
Biologia jeziora jest słabo poznana. Zaobserwowano liczne kolonie flamingów karmazynowych (Phoenicopterus ruber). U wschodniego brzegu występują stromatolity. 